# Сова-голконіг індонезійська
Сова́-голконі́г індонезійська (Ninox ios) — вид совоподібних птахів родини совових (Strigidae). Ендемік Індонезії. Описаний у 1999 році за зразком, зібраним у Національному парку Богані-Нані-Вартабоне на півночі Сулавесі, на висоті 1120 м над рівнем моря.

## Опис
Довжина голотипу становить 22 см. Забарвлення переважно рівномірно рудувато-коричневе, лише на плечах є кілька трикутних білуватих плям. Крила і хвіст руді, поцятковані тонкими чорними смужками. Очі жовті, дзьоб роговий, лапи короткі, тонкі, пальці жовтуваті, кігті невеликі, рогові.

## Поширення і екологія
Індонезійські сови-голконоги є ендеміками острова Сулавесі. Вони живуть в гірських тропічних лісах, на висоті від 1100 до 1800 м над рівнем моря. Початково вони були знайдені в горах на півострові Мінагаса, що на півночі Сулавесі, однак пізніше їх знайшли також у Національному парку Лоре-Лінду в центральній частині острова. На більш низьких висотах над рівнем моря індонезійські сови-голконоги замінюються вохристочеревими і сулавеськими совами-голконогами. Основою раціону цих птахів є комахи, на яких вони чатують, сидячи на гілці.